# فيليبي سواريس
فيليبي سواريس (28 نوفمبر 1994 - ) هو لاعب كرة قدم برتغالي في مركز الوسط.

## وصلات خارجية
- فيليبي سواريس على موقع قاعدة بيانات كرة القدم.إي يو (الإنجليزية)
- فيليبي سواريس على موقع Soccerway.com (الإنجليزية)